# Удивительный доктор Клиттерхаус
«Удивительный доктор Клиттерхаус» (англ. The Amazing Dr. Clitterhouse) — криминальная комедия 1938 года.

## Сюжет
По мнению доктора Клиттерхауса, уважаемого врача с Парк-авеню, лучший способ изучить поведение преступника — стать преступником самому. Он начинает с того, что обворовывает нескольких своих знакомых, тщательно измеряя при этом своё давление, температуру и пульс. Однако результаты не удовлетворяют Клиттерхауса, и он принимает решение познакомиться с криминальным миром поближе.
Он разыскивает известную мошенницу Джо Келлер, которая к его удивлению оказывается настоящей красавицей, и под кличкой «Профессор» примыкает к банде, которой верховодит она и гангстер Рокс Валентайн.
Вскоре Джо влюбляется в доктора. Роксу его поведение кажется подозрительным и однажды во время ночного разбоя он пытается убить Клиттерхауса, заперев его в холодильнике мехового магазина.
После того, как Клиттерхаус возвращается к своему прежнему образу жизни, Рокс выведывает настоящее имя доктора и пытается шантажировать его. Клиттерхаус вынужден отравить его, а Джо помогает избавиться от трупа.
В конце концов доктора ловит полиция. На суде Клиттерхаус сообщает, что совершал преступления исключительно из исследовательского интереса, а присяжные, сделав вывод, что доктор безумен, признают его невиновным.

## В ролях
- Эдвард Г. Робинсон — доктор Клиттерхаус
- Клер Тревор — Джо Келлер
- Хамфри Богарт — Рокс Валентайн
- Аллен Дженкинс — Окей
- Дональд Крисп — инспектор Лейн
- Генри О’Нил — судья
- Джон Лител — мистер Монро, прокурор
- Тёрстон Холл — Грант
- Ирвинг Бейкон — старшина присяжных заседателей
- Гейл Пейдж — Рэндольф, медсестра